# Amazon CloudFront
Amazon CloudFront是由亞馬遜網路服務系統提供基础服务的一个内容分发网络（CDN）。其在欧洲、亚洲、北美、澳洲、南美、美国多个主要大城市多地拥有自己的数据中心，共107个网络边际服务点提供服务。
同样的竞争者包括Akamai、Limelight Networks等。其推出服务后，ZDNet的Larry Dignan认为其促进了CDN之间的竞争和相关使用费的降低。

## 時間線
- 2008年11月18日 – Amazon CloudFront的Beta版發布

- 2009年1月28日 — 亞馬遜降低定價層級

- 2009年5月7日 – 添加訪問記錄功能

- 2009年11月11日 - 添加對私有內容的支持

- 2009年12月15日 – 宣布推出Amazon CloudFront流媒體服務

- 2010年3月28日 — 亞馬遜在新加坡推出邊緣站點，並為流媒體添加私有內容

- 2014年5月，Amazon CloudFront包含在AWS免費套餐使用中

## 各地伺服器
截至2023年3月，Amazon CloudFront由48個國家/地區的90多個城市的450多個接入點和13個區域邊緣緩存組成。
北美
边缘节点位置：华盛顿特区（11）；伊利诺伊州芝加哥（19）；纽约州纽约市（10）；佐治亚州亚特兰大（10）；加利福尼亚州洛杉矶（9）；佛罗里达州迈阿密（11）；德克萨斯州达拉斯-沃思堡（11）；德克萨斯州休斯顿（4）；加利福尼亚州旧金山（6）；马萨诸塞州波士顿（5）；科罗拉多州丹佛（3）；俄勒冈州波特兰（2）；华盛顿州西雅图（6）；加拿大多伦多（3）；明尼苏达州明尼阿波利斯（4）；亚利桑那州凤凰城（2）；墨西哥克雷塔罗（2）；加拿大蒙特利尔（2）；宾夕法尼亚州费城（1）；犹他州盐湖城（1）；加拿大温哥华（1）；田纳西州纳什维尔（2）；密歇根州底特律（2）
区域边缘缓存：加利福尼亚；俄亥俄州；俄勒冈州；弗吉尼亚州
欧洲
边缘节点位置： 德国美因河畔法兰克福（17）；英国伦敦（24）；法国巴黎（9）；意大利米兰（9）；意大利罗马（6）；德国柏林（5）；西班牙马德里（4）；法国马赛（4）；荷兰阿姆斯特丹（4）；德国杜塞尔多夫（3）；德国汉堡（3）；英国曼彻斯特（5）；德国慕尼黑（4）；奥地利维也纳（3）；瑞典斯德哥尔摩（3）；丹麦哥本哈根（2）；爱尔兰都柏林（2）；芬兰赫尔辛基（3）；希腊雅典（1）；比利时布鲁塞尔（1）；匈牙利布达佩斯（1）；葡萄牙里斯本（1）；挪威奥斯陆（2）；罗马尼亚布加勒斯特（1）；意大利巴勒莫（1）；捷克布拉格（1）；保加利亚索非亚（1）；波兰华沙（1）；克罗地亚萨格勒布（1）；瑞士苏黎世（1）
区域边缘缓存： 爱尔兰都柏林；德国法兰克福；伦敦，英国
亚洲
边缘节点位置： 日本东京（20）；印度新德里（7）；韩国首尔（6）；印度金奈（7）；新加坡（6）；日本大阪（7）；印度孟买（10）；印度班加罗尔（4）；印度海得拉巴（3）；台湾台北（3）；泰国曼谷（10）；印度加尔各答（2）；印度尼西亚雅加达（2）；马来西亚吉隆坡（2）；菲律宾马尼拉（1）；越南河内（1）；越南胡志明市（1）
区域边缘缓存：印度孟买；新加坡; 韩国首尔；日本东京
澳大利亚和新西兰
边缘节点位置： 澳大利亚悉尼（6）；新西兰奥克兰（3）；澳大利亚墨尔本（2）；澳大利亚珀斯（1）
区域边缘缓存：澳大利亚悉尼
南美洲
边缘节点位置： 巴西圣保罗（7）；巴西里约热内卢（2）；哥伦比亚波哥大（2）；阿根廷布宜诺斯艾利斯（2）；智利圣地亚哥（1）
区域边缘缓存：巴西圣保罗
中东
边缘节点位置： 以色列特拉维夫（2）；巴林麦纳麦（2）；阿联酋迪拜（1）；阿联酋富查伊拉（1）
非洲
边缘节点位置： 南非开普敦（1）；南非约翰内斯堡（1）；肯尼亚内罗毕（1）
中国
边缘节点位置： 中国上海（1）；中国深圳（1）；中国中卫（1）；中国北京（1）；中国香港（4）

## 客戶
著名客戶例如路透社、Slack、Hulu、King等。